# Медли (Флорида)
Медли (енгл. Medley) град је у америчкој савезној држави Флорида. По попису становништва из 2010. у њему је живело 838 становника.

## Демографија
Према попису становништва из 2010. у граду је живело 838 становника, што је 260 (23,7%) становника мање него 2000. године.
| Група             | 2000.       | 2010.       |
| Белци             | 198 (18,0%) | 62 (7,4%)   |
| Афроамериканци    | 80 (7,3%)   | 8 (1,0%)    |
| Азијати           | 21 (1,9%)   | 0 (0,0%)    |
| Хиспаноамериканци | 797 (72,6%) | 773 (92,2%) |
| Укупно            | 1.098       | 838         |